# Динко Динков
Динко Георгиев Динков е български учен и анализатор в областта на международните отношения. Професор е в катедра „Международни отношения“ на Университета за национално и световно стопанство.

## Биография
Роден е през 1950 г. През 1976 година се дипломира в специалност международни икономически отношения от ВИИ „Карл Маркс“ (сега Университет за национално и световно стопанство).
Две години по-късно постъпва като асистент в катедра „Международни отношения“, а през октомври 2002 г. е избран за доцент. Получава научната степен „доктор по икономика“ с темата на дисертацията „Възможности за организиране на регионалното сътрудничество в Югоизточна Европа“.
Специализира в Лондонския институт за икономика и политически науки (1985 – 1986), в САЩ (1995) и в Германия (2000). Води лекционни курсове по външна политика на България, история на международните отношения след края на ПСВ, регионално сътрудничеството в Югоизточна Европа, европейско сътрудничество и интеграция
От 1991 г. до 1998 г. съвместява преподавателската работа с функциите на съветник по външнополитическите въпроси в Министерския съвет на Република България. Негов представител е в Групата на старшите правителствени съветници на Икономическата комисия за Европа на ООН (1993 – 1997).
Понастоящем е професор и директор е на Центъра за балкански изследвания към Университета за национално и световно стопанство. Член е на издателския съвет на сп. „Международни отношения“, Управителния съвет на Дипломатическия институт към Министерството на външните работи, както и на Акредитационния съвет на Държавната агенция за оценяване и акредитация.